# اقزوج
اقزوج، روستایی از توابع بخش باغ حلی شهرستان سلطانیه در استان زنجان ایران است.

## جمعیت
این روستا در دهستان قره‌بلاغ قرار دارد و براساس سرشماری مرکز آمار ایران در سال ۱۳۸۵، جمعیت آن ۷۳ نفر (۲۰خانوار) بوده‌است.